# Универзитет Калифорније
Универзитет Калифорније (енгл. University of California) је систем јавних универзитета у америчкој савезној држави Калифорнија.
Универзитет Калифорније има укупно више од 220.000 студената и више од 170.000 особља и сарадника. Први кампус овог система, Универзитет Калифорније у Берклију је основан 1868, док је десети и последњи Универзитет Калифорније у Мерседу почео са радом 2005.

## Кампуси
- Универзитет Калифорније у Берклију
- Универзитет Калифорније у Ервајну
- Универзитет Калифорније у Лос Анђелесу
- Универзитет Калифорније у Мерседу
- Универзитет Калифорније у Риверсајду
- Универзитет Калифорније у Сан Дијегу
- Универзитет Калифорније у Сан Франциску
- Универзитет Калифорније у Санта Барбари
- Универзитет Калифорније у Санта Крузу